# János Váradi
János Váradi   () és un boxejador hongarès, ja retirat, guanyador d'una medalla olímpica.
El 1980 va prendre part en els Jocs Olímpics d'Estiu de Moscou, on va guanyar la medalla de bronze en la categoria del pes mosca del programa de boxa. El 1988, als Jocs de Seül, quedà eliminat en sèries en la mateixa categoria.
En el seu palmarès també destaca una medalla de bronze en el Campionat del Món de boxa amateur de 1986 i tres medalles de plata en el Campionat d'Europa de boxa amateur, el 1981, 1987 i 1989.
El 1990 passà al professionalisme durant un breu període de temps en què disputà cinc combats, tots guanyats.